# 佐藤喬
佐藤 喬（さとう たかし、1925年(大正14年)8月23日 - 2020年(令和2年)8月4日）は、日本の英語学者、慶應義塾大学名誉教授。

## 生涯
東京生まれ。1953年東京教育大学文学部卒業。1961 - 62年フルブライト奨学生としてミシガン大学に学ぶ。1964年慶應義塾大学法学部講師、70年助教授、75年教授、1990年定年退任、名誉教授、明海大学教授。日本英語教育研究所所長、日本国連協会理事。
2020年8月4日、脳梗塞のため東京都中野区の病院で死去、94歳没
。

## 著書
- 『中学英語の総整理』向上社 中学の総整理叢書、1954
- 『ないと・きゃっぷ 英語についての漫筆風随想』さとう・たかし 珊瑚書房 コーラルブックス、1965
- 『英語によわくなる本 スケッチとエッセイ』ジャパン・パブリッシャーズ、1976
- 『英語日日是好日』日本英語教育協会、1982
- 『英語教育の談話室　英語教育ノウハウ講座』開隆堂出版、1983
- 『英語教師の悩みと喜び 英語教育ノウハウ講座』開隆堂出版、1984
- 『英語構文の核心 基礎がわかり実戦力がつく』学習研究社 核心シリーズ、1991
- 『基礎からベスト英文読解』学習研究社、1997
- 『基礎からベスト基本問題集英文読解』学習研究社、1997
- 『基礎からベスト基本問題集総合英語 新課程対応版』学習研究社、2003
- 『基礎からベスト総合英語 新課程対応版』学習研究社、2003

### 共著
- 『英語ポケット・クイズ たのしみながら実力がつく』共著 講談社、1978
- 『外人コンプレックスに打ち勝つ英会話憲章10か条』迫村裕子共著 日本英語教育協会 ブックスフォーミリオンズシリーズ、1983
- 『今日から話せる英会話』迫村純男共著 三笠書房知的生きかた文庫、1988
- 『4行英会話 "英語らしい英語"表現が身につく』迫村純男共著 三笠書房知的生きかた文庫、1989
- 『服装英語雑考』市川裕子共著 近代文芸社、1995

### 翻訳
- ローレンス・ヴァン・デル・ポスト『カラハリの失われた世界』佐藤佐智子共訳『現代世界ノンフィクション全集 第9』筑摩書房、1966
- チャーンウッド『リンカーンの生涯』人生の名著 第9』大和書房、1967
- マーク・トゥエイン『レオポルド王の独白 彼のコンゴ統治についての自己弁護』理論社、1968
- パール・S・バック『私の見た中国』佐藤亮一共訳 ぺりかん社、1971
- トマス・パワーズ『ダイアナ ある女性テロリストの死』潮文社、1972
- 『地獄のペン 告発するマーク・トウェイン』フレデリック・アンダーソン編 西山浅次郎共訳 平凡社、1975
- 『ラフカディオ・ハーン著作集 第13巻 詩論・詩人論』神田庄二、鳥海久義共訳 恒文社、1987
- ロバート・グリーンマン『「ニューヨーク・タイムズ」を読む辞典』講談社、1990
- バルタザール・グラシアン『バルタザールの悪の自分学』三笠書房、1992
  - 『バルタザール・グラシアンの"すごい"頭のいい生き方』三笠書房知的生きかた文庫、2008

## 参考
- 私の略歴 (佐藤喬先生退職記念論文集) 佐藤喬 教養論叢、1990-03
- 『現代日本人名録』2002年